# Laupala melewiki
Laupala melewiki är en insektsart som beskrevs av Shaw, K.L. 2000. Laupala melewiki ingår i släktet Laupala och familjen syrsor. Inga underarter finns listade i Catalogue of Life.